# Lotus F1
Lotus F1 Team a fost o echipă britanică de Formula 1. Această echipă nu are nicio legătură cu echipa din Marea Britanie Team Lotus, care a evoluat în Formula 1 în sezoanele 1954-1994 și nici cu echipa din Malaezia Lotus Racing care a evoluat în F1 în sezoanele 2010-2011.

## Palmares în Formula 1
| Sezon | Piloți                                                                 | Puncte | Loc clasament general |
| ----- | ---------------------------------------------------------------------- | ------ | --------------------- |
| 2013  | Kimi Räikkönen (17 curse); Heikki Kovalainen (2 curse) Romain Grosjean | 315    | 4                     |
| 2012  | Kimi Räikkönen Romain Grosjean (19 curse); Jérôme d'Ambrosio (1 cursă) | 303    | 4                     |